# Donald Spencer
Pour les articles homonymes, voir Spencer.
Donald Clayton Spencer (25 avril 1912 - 23 décembre 2001) est un mathématicien américain, connu pour ses travaux sur la théorie des déformations (en) de structures découlant de la géométrie différentielle, et sur plusieurs variables complexes du point de vue des équations aux dérivées partielles. 

## Formation et carrière
Il est né à Boulder, dans le Colorado, et fait ses études à l'Université du Colorado à Boulder et au Massachusetts Institute of Technology.
Il a écrit sa thèse de doctorat sur l'approximation diophantienne sous la direction de John Edensor Littlewood et Godfrey Harold Hardy à l'Université de Cambridge, achevée en 1939. Il occupe des postes au MIT et Stanford avant sa nomination en 1950 à l'Université de Princeton. Là, il a été impliqué dans une série de travaux en collaboration avec Kunihiko Kodaira sur la déformation de structures complexes, qui avait une certaine influence sur la théorie des variétés complexes et de la géométrie algébrique, et la conception de espaces de modules.
Il a également été amené à formuler le problème d-bar (en) de Neumann, pour l'opérateur {\displaystyle {\bar {\partial }}} (voir forme différentielle complexe (en)) en théorie des équations aux dérivées partielles, pour étendre la théorie de Hodge et les équations de Cauchy-Riemann à  n-dimensions au cas non-compact. Ceci est utilisé pour montrer des théorèmes d'existence pour les fonctions holomorphes.
Plus tard, il a travaillé sur les pseudogroupes (en) et la théorie de leur déformation, basée sur une approche nouvelle des systèmes surdéterminés (en) d'équations aux dérivées partielles (sans passer par les idées de Cartan–Kähler basées sur les formes différentielles en faisant une utilisation intensive des jets). Formulée au niveau de divers complexes différentiels, elle donne lieu à ce qui est maintenant appelé la cohomologie de Spencer, une théorie subtile et difficile à la structure à la fois formelle et analytique. C'est une sorte de théorie du complexe de Koszul (en) , reprise par de nombreux mathématiciens pendant les années 1960. En particulier, une théorie des équations de Lie formulées par Malgrange a émergé, donnant une très large formulation de la notion d'intégration.
Parmi ses doctorants figurent Phillip Griffiths et Pierre Conner.

## Prix et distinctions
Après sa mort, un pic de montagne en dehors de Silverton, dans le Colorado, a été nommé en son honneur.
Il est lauréat du Prix Bôcher avec A. C. Schaeffer en 1948 et il reçoit la National Medal of Science en 1989.
En 1961 il est membre de l'Académie nationale des sciences et en 1967 de l'Académie américaine des arts et des sciences. En 1968 il donne la conférence du Colloquium de l'AMS intitulée « Overdetermined systems of partial differential equations ». En 1970 il est conférencier invité au congrès international des mathématiciens à Nice, avec une conférence intitulée « Overdetermined operators: some remarks on symbols ».

## Publications
- A. C. Schaeffer et D. C. Spencer, Coefficient Regions for Schlicht Functions, Providence, R.I., American Mathematical Society, coll. « American Mathematical Society Colloquium Publications, Vol. 35 », 1950, 311 p. (ISBN 978-0-8218-1035-4, MR 0037908, lire en ligne)
- M. M. Schiffer et D. C. Spencer, Functionals of Finite Riemann Surfaces, Princeton University Press, 1955[3]
- H. K. Nickerson, D. C. Spencer et Steenrod, N. E., Advanced Calculus, Princeton, N.J., Van Nostrand, 1959[4]Dover reprint, 2011, 540 p. (ISBN 978-0-486-48090-9, lire en ligne)
- A. Kumpera et D. C. Spencer, Lie Equations : Volume I, General Theory, Princeton University Press, coll. « AM-73, Annals of Mathematical Studies », 1972, 293 p. (ISBN 978-0-691-08111-3, lire en ligne)
- A. Kumpera et D. C. Spencer, Systems of Linear Partial Differential Equations and Deformation of Pseudogroup Structures, Les Presses de l'Université de Montréal, 1974